# Liberia, Costa Rica
Liberia este capitala și cel mai mare oraș al provinciei Guanacaste, Costa Rica, aflat la 215 km nord-vest de capitala țării San José. Liberia este supranumit „la ciudad blanca” (orașul alb) de către localnici datorită pietrei albe folosită la pavarea străzilor și datorită clădirilor finisate în alb.

## Prezentare
Cu o populație de aproximativ 35.000 de locuitori, Liberia este centrul regional din nord-vestul Costa Ricăi. În centrul orașului se află o catedrală modernă, înconjurată de magazine, restaurante și un parc. Liberia găzduiește în fiecare an, în luna iulie, o expoziție cu ocazia aniversării anexării provinciei Guanacaste la 25 iulie 1824.
Aeroportul Internațional Daniel Oduber Quirós este situat la șase kilometri la vest de oraș pe drumul înspre Nicoya, fiind al doilea aeroport ca mărime al Costa Ricăi, după Aeroportul Internațional Juan Santamaría din San José, și asigură legătura cu câteva orașe din Statele Unite ale Americii și Canada și Londra, Regatul Unit.
Coasta Pacificului cu plajele del Coco, Hermosa, Tamarido și peninsula Papagayo se află la mai puțin de 40 de kilometri de oraș. Alte atracții turistice ale orașului și din împrejurimi sunt muzeul de Sabanero, safari-ul african „Africa Mia” situat la 4 kilometri sud de oraș și Parcul Național al vulcanului Rincón de la Vieja situat în nord-est.